# Національний театр Чорногорії
Національний театр Чорногорії — театр у Подгориці.

## Історія
Національний театр Чорногорії відкрився в Подгориці у 1953 році. 
З 1958 року до складу театральної трупи стали входити напівпрофесійні колективи з різних міст Чорногорії. 
З 1960 року трупа театру починає активну гастрольну діяльність і стає популярною. 
У 1969 році театр отримав звання Національного театру Чорногорії.
Національний театр Чорногорії на сьогоднішній день є єдиним професійним театром у країні. 